# Jararaca-da-mata
A jararaca-da-mata (nome científico: Bothrops jararaca) é uma serpente de até 1,6 m, encontrada no Brasil (da Bahia ao Rio Grande do Sul) e em regiões adjacentes no Paraguai e Argentina. Origina -se do tupi yara'raka.

## Morfologia

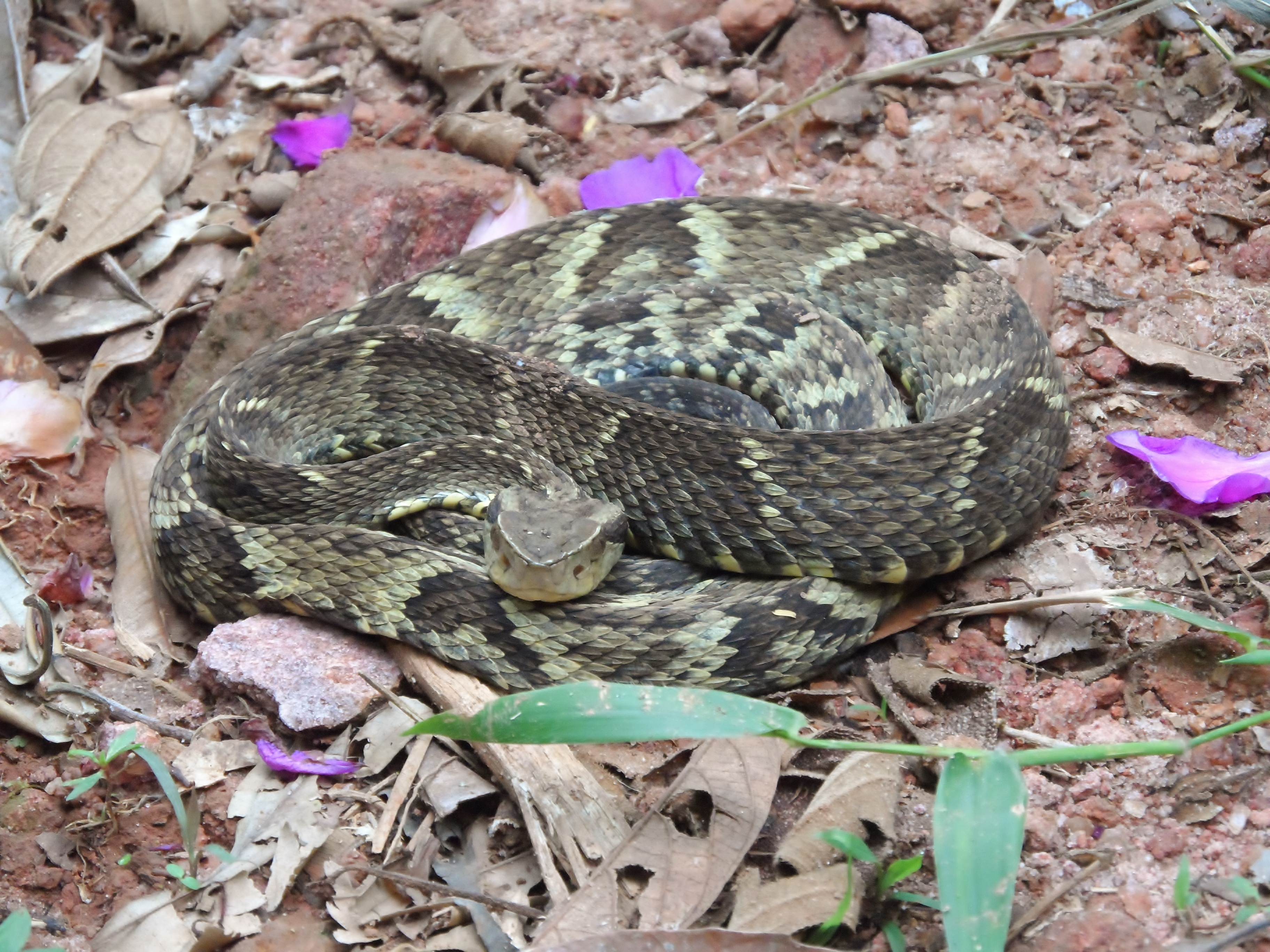
Jararaca da mata

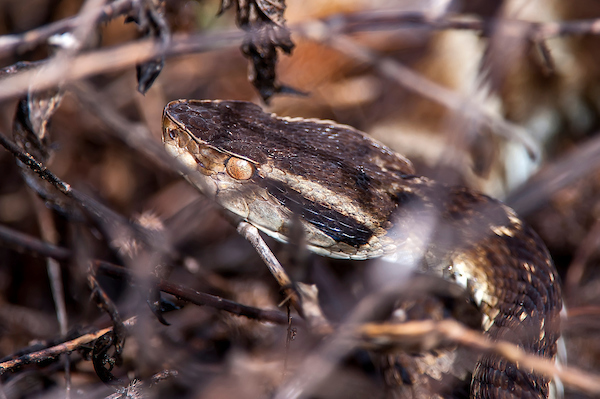
Jararaca da mata

Possui corpo marrom com manchas triangulares escuras e região ao redor da boca com escamas de cor ocre uniforme, peculiaridades que propicia uma excelente camuflagem. Também é conhecida por jararaca-do-campo, jararaca-do-cerrado, jararaca-dormideira, jararaca-preguiçosa e jararaca-verdadeira. Sua cor é marrom com amarelo escuro com rajas pretas. Perigosa, prepara o bote ao ver se aproximar qualquer ser. A cabeça tem uma faixa marrom que segue por trás do olho, dos dois lados da cabeça, de volta ao ângulo da boca tocando os três últimos supralabiais. A cor da língua é preta, e sua íris é ouro a ouro esverdeado.

## Onde vive (Habitat)
Vive em ambiente preferencialmente úmidos, como beira de rios e córregos, onde também se encontram rato e sapos, seus pratos mais caçados. Dorme durante o dia debaixo de folhagens secas e úmidas, e gosta de tomar sol pós chuva. 

## Jararaca e a ecologia
Ela costuma ficar bem camuflada sobre as folhas secas, quando ameaçada achata-se e bate a cauda sobre as folhas. As Bothrops jararaca desempenham um papel importante no controle da população de ratos, que transmitem doenças como a leptospirose, provocando muitas mortes.

## Peçonha
Agência FAPESP – A Organização Mundial da Saúde incluiu recentemente o ofidismo (acidentes provocados por serpentes venenosas) como uma doença tropical negligenciada. No Brasil, as mordidas de jararaca (Bothrops jararaca) respondem por cerca de 90% do total de acidentes com humanos envolvendo serpentes. O veneno da jararaca pode provocar lesões no local da mordida, tais como hemorragia e necrose que podem levar, em casos mais graves, a amputações dos membros afetados. Entretanto, o cientista brasileiro Mauricio Oscar da Rocha e Silva isolou da peçonha dessa serpente o BPP (peptídeo potencializador da bradicinina). Esse composto serviu, nos anos 60, para o farmacologista Sérgio Henrique Ferreira, que desenvolveu o Captopril, medicamento usado para o tratamento de hipertensão e casos de insuficiência cardíaca. Atualmente, grupos da Universidade de São Paulo e da Universidade Federal do Rio de Janeiro estudam outras propriedades do veneno da Bothrops jararaca com possíveis efeitos contra doenças neurodegenerativas e trombose. 

## O que não fazer em caso de acidentes
1. Não amarrar o membro ferido, pois pode complicar a circulação do sangue, causando necrose.
2. Não cortar o local da picada, o corte pode aumentar o risco de infecção no local, além de poder causar hemorragia.
3. Não chupar o local da picada, após a inoculação é impossível retirar o veneno.
4. Não colocar pó de café, ervas ou querosene no ferimento, isso pode provocar infecção no local.
5. Não dar álcool e outras bebidas do gênero ao acidentado, isso pode causar intoxicação. [6]

## Alimentação
As Jararacas da mata raramente utilizam a vegetação e apresenta mudança ontogenética na dieta. Os juvenis de B. jararaca geralmente utilizam a vegetação e apresam principalmente anfíbios, enquanto que os adultos são predominantemente terrestres e basicamente alimentam-se de roedores. 

## Reprodução
As B. jararaca são ovovivíparos, ou seja, o embrião se desenvolve dentro de um ovo alojado dentro da mãe. O embrião é desenvolvido a partir dos nutrientes existentes no ovo, sendo assim, não existe troca de material entre a progenitora e o embrião. A média de ovos por fêmea em Bothrops jararaca é de 14,2, com uma média anual de ovos entre 9,4 a 16,3 para esta espécie. O tamanho da ninhada de B. jararaca está dentro da média (10,75) encontrada para a grande maioria das serpentes e se aproxima da média mais alta conhecida para viperídeos (2 a 16 filhotes por fêmea). 
As serpentes Bothrops jararaca apresentam um ciclo reprodutivo sazonal com um estágio de desenvolvimento folicular ativo (vitelogênese) no final do verão e início de outono. A cópula ocorre no outono (março até maio) e a gestação na primavera até o início do verão quando os nascimentos acontecem (Dezembro até Março). Depois do parto as serpentes permanecem em estado de "dormência" folicular, o que as impede de reproduzir na próxima estação do mesmo ano. Assim, cada fêmea madura da população reproduz-se a cada dois anos caracterizando um ciclo reprodutivo bienal. A morfologia do trato reprodutivo em ambas as espécies mostra ovários e ovidutos assimétricos. Cada oviduto é dividido em três regiões distintas, o infundíbulo, o útero (posterior e anterior) e a vagina. A assincronia entre a vitelogênese  e a fertilização promove estocagem de esperma obrigatória. Esse processo ocorre na porção posterior do útero, por meio de uma contração muscular. Estudos morfofisiológicos do oviduto da jararaca, com o uso de microscopias de luz, transmissão e varredura nunca foram conduzidos antes. A anatomia macroscópica do útero depois da cópula é caracterizada por uma torção e uma contração da musculatura uterina lisa longitudinal, a qual forma uma espiral. O útero permanece visivelmente contraído até a ovulação em setembro (início de primavera). O desenvolvimento embrionário ocorre no útero. Cada ovo ou embrião é isolado por uma constrição que  funciona como uma implantação. A íntima aposição epitélio corioalantóico com o epitélio uterino indica que a placenta é do tipo epiteliocorial (é a placenta que não permite comunicação do sangue da mãe com o sangue do feto. Ela mantem intactas as estruturas da placenta e da cavidade uterina). O oviduto parece ser um órgão capaz de exercer funções diferentes como a retenção e estocagem de esperma, manutenção e transporte dos ovos, fertilização e manutenção do embrião (gestação e placentação uterina).
Machos de Bothrops mostram dois testículos alongados que se comunicam bilateralmente na cloaca por meio dos ductos deferentes convolutos. O diâmetro mais largo do ducto deferente, na porção distal foi observado no verão e outono, devido a espermiogênese, que ocorre um pouco antes da cópula. Observam-se também um aumento dos testículos na primavera e verão provavelmente relacionada a espermatogênese, a qual também não é sincronizada com a cópula (outono) e a fertilização (setembro/outubro). Todas estas estratégias fisiológicas e morfológicas, tanto em machos quanto em fêmeas das duas espécies de serpentes promovem a liberação simultânea dos gametas no início da primavera (setembro), de modo a tornar harmônico o ciclo reprodutivo dos machos e das fêmeas.

## Curiosidades
Foram encontradas na Zona Sul de São Paulo jararacas gigantes, pelo menos 50% maiores que espécimes comuns, medindo aproximadamente 1,5 metros. Ao investigar a procedência delas, os pesquisadores da Unesp e do Instituto Butantan descobriram que elas haviam sido capturadas no Parque do Estado. O estudo foi iniciado partindo da hipótese de que as jararacas do parque do estado atingiam maiores tamanhos por causa da influencia do ser humano que alteram, positivamente, a oferta de recursos alimentares e reduzem a incidência de predadores. 